# Медресе Чахарбаг
Медресе Чахарбаг — исламское учебное заведение, расположенное в городе Исфахан в центральной части Ирана. Его также называют «Медресе султана» или «Медресе матери шаха».

## Происхождение названия
Название «Медресе султана» обязано своим происхождением тому, что начало строительства было положено в годы правления шаха Солтана Хусейна Сефеви, правившего в 1694—1724 годах. Слово Чахарбаг — название улицы, на которой стоит здание. Название «Медресе матери шаха», в свою очередь, является ошибочным, так как ни в одном из вакуфных документов данное название не фигурирует. Мать шаха Солтан Хусейна отдала базар и караван-сарай в вакуфное владение медресе, тем самым обеспечив приток средств на обучение студентов и поддержание здания.

## История
Медресе Чахарбаг строили в 1706—1707 годах. Облицовка плиткой затянулась до 1714 года
.
Медресе было центром религиозного образования, где учились многие богословы; среди них выделяется Мухаммад Бакир ибн Мухаммад Исфахани Маджлиси. Предположительно, учеников медресе отбирал сам шах.
Для проживания студентов на втором этаже медресе располагались большие, хорошо обставленные комнаты. В северной части здания находилась особая комната, получившая название «покои султана», где периодически Солтан Хусейн проводил беседы с учёными мужами. Шахские покои отличались от комнат учеников убранством: их углы были украшены золотом, а в самом помещении находилась богато украшенная каллиграфией печка.
До 1933 года это медресе было одним важнейших религиозных центров мусульманского мира. Ученики приступали к изучению религиозных наук в медресе с 14 лет. Обучение продолжалось 10 лет. Когда зданию медресе было решено присвоить статус национального исторического памятника, учеников отправили в более мелкие медресе. Сегодня медресе Чахарбаг известна как «Медресе имама Садега». Караван-сарай матери шаха был превращен в Отель Аббаси.

## Архитектурные особенности

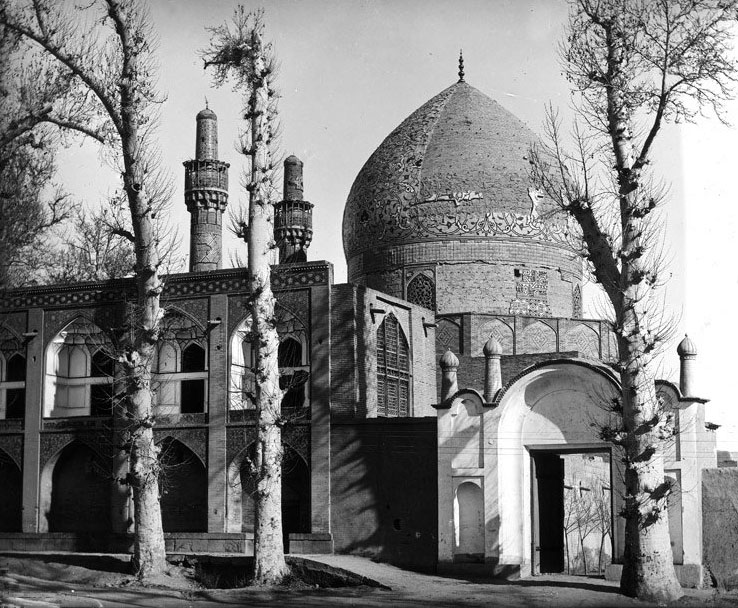
Вид на медресе Чахарбаг по фотографии XIX века

В медресе сочетается множество видов искусств: скульптура, живопись, персидская миниатюра, изразцы, мозаика, резьба по кирпичу, каллиграфия, резьба по дереву, украшение золотом, филигрань, техника хатам.
Медресе Чахарбаг имеет 4 балкона, на которых находятся каллиграфические орнаменты. Все тексты выполнены мастерами каллиграфии: Абдулрахимом Джазаери, Али Наки Имами, Мухаммасалехом Исфахани, а также рядом других выдающихся мастеров. В основе украшения помещений золотой и серебряной каллиграфией лежат искусства зарикари и каламзани (графировка по металлу). Для создания эстетической составляющей здания совместно с семицветными изразцами были использованы изразцы золотого, зелёного, голубого и синего цвета.
Наиболее интересными архитектурными решениями здания являются минареты, украшенные изразцами, плитка, выложенная вдоль купола, резные каменные проёмы, окна с наличниками, покрытыми резьбой, богато украшенные михрабы.